# The Infection
The Infection es el quinto álbum de estudio de la banda de groove metal Chimaira. puesto a la venta el 20 de abril de 2009, debutó en el puesto 30 del Billboard 200 con más de 15.000 copias vendidas en la primera semana.

## Lista de canciones
Todas las canciones escritas por Rob Arnold y Mark Hunter, excepto donde se indique.

Todas las canciones escritas y compuestas por Rob Arnold and Mark Hunter, except where noted. 
| N.º | Título                                                               | Duración |  |
| 1.  | «The Venom Inside»                                                   | 4:05     |  |
| 2.  | «Frozen in Time»                                                     | 4:05     |  |
| 3.  | «Coming Alive» (Arnold)                                              | 3:04     |  |
| 4.  | «Secrets of the Dead» (Arnold, Hunter, Matt DeVries, Andols Herrick) | 4:25     |  |
| 5.  | «The Disappearing Sun»                                               | 4:24     |  |
| 6.  | «Impending Doom» (Arnold, Hunter, Chris Spicuzza)                    | 6:05     |  |
| 7.  | «On Broken Glass» (Arnold, DeVries)                                  | 3:46     |  |
| 8.  | «Destroy and Dominate» (Arnold, Hunter, DeVries)                     | 4:42     |  |
| 9.  | «Try to Survive»                                                     | 4:40     |  |
| 10. | «The Heart of It All»                                                | 14:52    |  |

| Limited edition bonus tracks |                                                                         |          |  |
| N.º                          | Título                                                                  | Duración |  |
| 11.                          | «Revenge»                                                               | 3:12     |  |
| 12.                          | «Convictions» (con Jason Popson de Pitch Black Forecast y Mushroomhead) | 2:13     |  |
| 13.                          | «Warpath»                                                               | 4:18     |  |

## Personal

### Banda
- Mark Hunter – voz, guitarra rítmica, teclado
- Rob Arnold – Guitarra principal
- Matt DeVries – Guitarra rítmica
- Jim LaMarca – Bajo
- Andols Herrick – Batería
- Chris Spicuzza – teclado, coros

### Músicos adicionales
- Jason Popson – segunda voz en ‘Convictions’

### Personal adicional
- Ben Schigel - Productor
- Tony Gammalo – Engineering
- Chris "Zeuss" Harris – Mezclas
- Ted Jensen – Masterización
- Todd Bell, Rob Dobi – Fotografía
- Chris Spicuzza, Mark Hunter - Diseño